# Afrosellana
Afrosellana är ett släkte av insekter. Afrosellana ingår i familjen sporrstritar.
Kladogram enligt Catalogue of Life:
| Afrosellana | \| \| Afrosellana bispina \| \| \| \| \| \| Afrosellana ventrospina \| \| \| \| |
|             | \| \| Afrosellana bispina \| \| \| \| \| \| Afrosellana ventrospina \| \| \| \| |
|             | Afrosellana bispina                                                             |
|             |                                                                                 |
|             | Afrosellana ventrospina                                                         |
|             |                                                                                 |